# 藤本あき
藤本 あき（ふじもと あき、1962年12月15日 - ）は、日本の元歌手、タレントである。本名︰君塚 明恵（きみつか あきえ）、旧姓︰加藤。アイドルグループ、トライアングルの元メンバー。

## 略歴
- 愛知県名古屋市生まれ[1]。弟がいる[1]。堀越高等学校卒業[1]。
- スクールメイツを経て[2]、1979年、クーコ（大塚邦子）に代わってトライアングルに加入。
- 1981年のグループ解散後、芸名を加藤明恵から藤本あきと改名し、『8時だョ!全員集合』のアシスタントとして最終回まで出演を続け、学校コントにも度々出演していた。
- 30歳の節目に芸能界を引退。その後、脚本家の君塚良一と結婚し、1人の子供がいる。
- 2015年7月31日、『爆報! THE フライデー』（TBS系）にVTR出演した[3]。

## エピソード
- グループ解散時の芸名改名の理由は、『全員集合』のアシスタントとして出演するにあたって、加藤という苗字だと加藤茶とかぶってしまうためとのこと。
- 2度目の改名で「A・LALA」と改名、ワイドショーのリポーターなどで活躍。この芸名について「自分がミスした時に“あらら”と言ってしまうようなところからで、変わった名前だと覚えやすいし、一度聞いたら忘れない」と話していたことがある[4]。
- 『痛快!婦警候補生やるっきゃないモン!』（テレビ朝日系）などに出演し、マルチタレントとして活動していた。
- 特技はタップダンス[4]。

## ディスコグラフィー
- トライアングルのページを参照。

## テレビ出演
- 8時だョ!全員集合（TBSテレビ・1979年～1985年）
- ドリフ大爆笑（フジテレビ）
- クイズ・ドレミファドン!（フジテレビ）- 司会者としてレギュラー出演
- トゥナイト（テレビ朝日） -「名人コーナー」リポーター、「A・LALA」時代[4]